# Сен-Мем
Сен-Мем (фр. Saint-Maime, окс. Sant Maime) — коммуна во Франции, находится в регионе Прованс — Альпы — Лазурный Берег. Департамент коммуны — Альпы Верхнего Прованса. Входит в состав кантона Форкалькье. Округ коммуны — Форкалькье.
Код INSEE коммуны — 04188.

## Население
Население коммуны на 2008 год составляло 844 человека.
| 1962 | 1968 | 1975 | 1982 | 1990 | 1999 | 2008 |
| ---- | ---- | ---- | ---- | ---- | ---- | ---- |
| 324  | 374  | 280  | 417  | 528  | 661  | 844  |

## Климат
Климат средиземноморский, лето жаркое и сухое, зимой прохладно, часто бывают заморозки.
Сен-Мем не имеет своей метеостанции, ближайшая находится в Вольксе.
| Показатель                     | Янв. | Фев. | Март | Апр. | Май  | Июнь | Июль | Авг. | Сен. | Окт. | Нояб. | Дек. | Год  |
| ------------------------------ | ---- | ---- | ---- | ---- | ---- | ---- | ---- | ---- | ---- | ---- | ----- | ---- | ---- |
| Средний суточный максимум, °C  | 8,6  | 10,9 | 15,4 | 16,9 | 21,4 | 25,8 | 29,3 | 28,9 | 24,0 | 18,5 | 12,7  | 9,3  | 18,5 |
| Средняя температура, °C        | 4,3  | 6,2  | 8,2  | 11,1 | 15,1 | 19,3 | 22,4 | 22,0 | 18,0 | 13,4 | 8,2   | 5,2  | 12,8 |
| Средний суточный минимум, °C   | −0,0 | 0,5  | 3,0  | 5,4  | 8,9  | 12,8 | 15,4 | 15,2 | 12,0 | 8,2  | 3,8   | 1,1  | 7,2  |
| Норма осадков, мм              | 27   | 25   | 24   | 44   | 40   | 28   | 21   | 33   | 46   | 54   | 53    | 31   | 426  |
| Источник: Relevé météo de Volx |      |      |      |      |      |      |      |      |      |      |       |      |      |

## Экономика
В 2007 году среди 540 человек в трудоспособном возрасте (15—64 лет) 388 были экономически активными, 152 — неактивными (показатель активности — 71,9 %, в 1999 году было 69,1 %). Из 388 активных работали 346 человек (178 мужчин и 168 женщин), безработных было 42 (21 человек и 21 женщина). Среди 152 неактивных 45 человек были учениками или студентами, 49 — пенсионерами, 58 были неактивными по другим причинам.

## Города-побратимы
- Фонтанигорда, Италия (1997)

## Достопримечательности
- Руины замка Сен-Мем (XII век), принадлежал графам Форкалькье. Исторический памятник с 1943 года.
- Приходская церковь Сен-Максим (XIV век).
- Галло-римское кладбище Сен-Клер.

## Фотогалерея
- Сен-Мем
- Башня замка Сен-Мем
- Церковь
- Часовня Св. Агаты